# ASHRAE
La Societat Americana d'Enginyers de Calefacció, Refrigeració i Aire Condicionat (ASHRAE /ˈæʃreɪ/ ASH-ray) és una associació professional nord-americana que busca avançar en el disseny i la construcció de sistemes de calefacció, ventilació, aire condicionat i refrigeració (HVAC&R). ASHRAE compta amb més de 50.000 membres en més de 130 països d'arreu del món.
Els membres d'ASHRAE estan formats per enginyers de serveis d'edificació, arquitectes, contractistes mecànics, propietaris d'edificis, empleats dels fabricants d'equips i altres persones relacionades amb el disseny i la construcció de sistemes HVAC&R en edificis. La societat finança projectes d'investigació, ofereix programes de formació contínua i desenvolupa i publica estàndards tècnics per millorar l'enginyeria dels serveis d'edificació, l'eficiència energètica, la qualitat de l'aire interior i el desenvolupament sostenible.

## Història
ASHRAE va ser fundada el 1894 en una reunió d'enginyers a la ciutat de Nova York, antigament amb seu al 345 East 47th Street, i ha celebrat una reunió anual des de 1895. Fins al 1954 es coneixia com la Societat Americana d'Enginyers de Calefacció i Ventilació (ASHVE); aquell any va canviar el seu nom pel de American Society of Heating and Air-Conditioning Engineers (ASHAE). El seu nom i organització actuals provenen de la fusió l'any 1959 d'ASHAE i l'American Society of Refrigerating Engineers (ASRE).
Tot i tenir "americà" en el seu nom, ASHRAE és una organització global, que celebra esdeveniments internacionals. El 2012, es va canviar de nom amb un nou logotip i eslògan: "Shaping Tomorrow's Built Environment Today".

## Publicacions
El manual ASHRAE és un recurs de quatre volums per a la tecnologia HVAC&R i està disponible tant en versió impresa com electrònica. Els volums són Fonaments, Aplicacions HVAC, Sistemes i equips HVAC i Refrigeració. Un dels quatre volums s'actualitza cada any.
ASHRAE també publica un conjunt d'estàndards i directrius relacionats amb els sistemes i problemes de climatització, que sovint es fan referència als codis de construcció i que s'utilitzen per enginyers consultors, contractistes mecànics, arquitectes i agències governamentals. Aquestes normes es revisen, modifiquen i es tornen a publicar periòdicament.
Alguns exemples d'alguns estàndards ASHRAE són:
- Norma 34 – Designació i classificació de seguretat dels refrigerants
- Norma 55 – Condicions ambientals tèrmiques per a l'ocupació humana
- Estàndard 62.1 - Ventilació per a una qualitat d'aire interior acceptable (versions: 2001 i anteriors com a "62", 2004 i posteriors com a "62.1")
- Estàndard 62.2 - Ventilació i qualitat de l'aire interior acceptable en edificis residencials de poca alçada
- Estàndard 90.1 - Estàndard energètic per a edificis excepte edificis residencials de poca alçada - L'IESNA és un patrocinador conjunt d'aquesta norma.
- Estàndard 135 - BACnet - Un protocol de comunicació de dades per a xarxes de control i automatització d'edificis
- Estàndard 189.1 - Estàndard per al disseny d'edificis ecològics d'alt rendiment excepte edificis residencials de poca alçada